# Вася Пупкін
Ва́ся Пу́пкін (рос. Ва́ся Пу́пкин) — прецедентний феномен віртуального (а іноді й реального) дискурсу і загальне ім'я-екземплифікант, що використовується як приклад  для позначення невідомої, анонімної або довільної особистості, якогось абстрактного користувача комп'ютера, мережі, чи взагалі будь-якої особи (приклади вживання:).

## Історія
Комічне прізвище «Пупкін», часто в поєднанні з поширеними іменами-екземплифікантами («Іван Іванович», «Вася» і такі інші),  давно вживалася в зниженому стилі мовлення освічених містян в значенні «ім'ярек» або «непримітний (середньостатистичний) громадянин», «випадково взятий міщанин».
У військовому жаргоні Пупкін — це прізвище абстрактного військовослужбовця. Як правило, особи дурної, бридкої, боягузливої.
У новітній час Вася Пупкін як персонаж є прецедентним феноменом віртуального або й реального дискурсу, який став результатом фантазії користувачів інтернет-мережі. Дослідницею інтернет-культури, докторкою філологічних наук Ольгою Лутовіновою відзначено, що подібні персонажі виникають як прояв можливостей людини, нездійсненних в реальному світі і які розкривають суперечності образів комунікантів. Користувач мережі є активним і вільним творцем мережевої культури.
Зараз Вася Пупкін — це відображення масового російського користувача інтернету, яке міцно закріпилося в мережевому фольклорі і при цьому стало поширеним й за межами мережі.
Вася Пупкін, згідно з типовою класифікацією прецедентів російського мовознавця Юрія Караулова, відноситься дослідником до другого типу прецедентних феноменів: особа, що не існує в дійсності, але відома широкому колу осіб.

## Згадки в літературі
Російський письменник Сергій Лук'яненко у своїй повісті «Прозорі вітражі» наводить таку інформацію:
|                                      | …Бідолашний Василь Пупкін, автор підручника з аритметики для церковно-парафіяльних шкіл! Не знав він, як жорстоко розправляться з ним намучені задачками про басейни й потяги. Учні зроблять його ім'я прозивним, краще за будь-якого містера Сміта. |
| — Сергій Лук'яненко, Прозорі вітражі | |

У повісті російського письменника Олега Дивова «Інші дії» один з персонажів говорив:
|                        | …Пупкін реальний персонаж. І йому давно пора на спочинок. Скільки можна смикати його ім'я? Василь Опанасович був нормальний чоловік. Просто бідоласі не пощастило... Може, я спочутливий. Може, мій прапрадід теж написав підручник з аритметики. |
| — Олег Дивов, Інші дії | |

У той же час приведений в повісті О. Дивова фрагмент статуту «Фан-клубу Васі Пупкіна» основні цілі цього інтернет-руху формулював так:
|           | …1.1. Захист пам'яті Василя Опанасовича Пупкіна, незаслужено осміяного і зганьбленого нащадками. 1.2. Відтворення спадщини Василя Васильовича Пупкіна — підручника природознавства "Рідна природа". 1.3. Проведення архівних досліджень, як в інтернеті, так і в реалі, з метою збору, класифікації та публікації біографічних даних Василя Опанасовича і Василя Васильовича Пупкіних. |
| — Як вище | |